# Tournoi d'ouverture du championnat de Colombie de football 2024
Navigation
Tournoi précédent Tournoi suivant
Le tournoi d'ouverture de la saison 2024 du Championnat de Colombie de football est le premier tournoi de la soixante-dix-septième édition du championnat de première division professionnelle en Colombie. Pour des raisons de sponsoring le tournoi est connu sous le nom Liga BetPlay Dimayor 2024-I.

## Déroulement de la saison
- lors de la phase régulière, les équipes s'affrontent une fois plus un match additionnel, pour un total de 19 rencontres[1].
- Les huit premiers de la phase régulière se  qualifient pour le tournoi de qualification. Les équipes sont réparties dans deux groupes de quatre et se rencontrent en match aller et retour.
- Les deux premiers de groupe jouent la finale également en match aller et retour, le vainqueur est sacré champion de Colombie et se qualifie pour la Copa Libertadores 2025 et la Superliga Colombiana.

A la fin de la saison après le tournoi de clôture, deux équipes seront reléguées, elles sont déterminées par un classement par coefficient calculé sur les trois dernières saisons.

## Les clubs participants
- Águilas Doradas
- Alianza FC
- América de Cali
- Atlético Bucaramanga
- Atlético Nacional
- Boyacá Chicó
- Deportes Tolima
- Deportivo Cali
- Deportivo Pasto
- Deportivo Pereira
- Envigado FC
- Fortaleza CEIF - deuxième et première place au classement cumulé de Primera B
- Independiente Medellín
- Jaguares
- Junior
- La Equidad
- Millonarios
- Once Caldas
- Patriotas- vainqueur de Primera B
- Santa Fe

## Compétition
Le barème utilisé pour établir l'ensemble des classements est le suivant :
- Victoire : 3 points
- Match nul : 1 point
- Défaite : 0 point

### Phase régulière

#### Classement
| Rang | Équipe                 | Pts | J  | G  | N | P  | Bp | Bc | Diff |
| ---- | ---------------------- | --- | -- | -- | - | -- | -- | -- | ---- |
| 1    | Atlético Bucaramanga   | 38  | 19 | 11 | 5 | 3  | 24 | 10 | +14  |
| 2    | Deportes Tolima        | 38  | 19 | 11 | 5 | 3  | 31 | 18 | +13  |
| 3    | Deportivo Pereira      | 34  | 19 | 10 | 4 | 5  | 28 | 18 | +10  |
| 4    | Santa Fe               | 34  | 19 | 10 | 4 | 5  | 22 | 12 | +10  |
| 5    | La Equidad             | 33  | 19 | 9  | 6 | 4  | 22 | 14 | +8   |
| 6    | Millonarios            | 31  | 19 | 9  | 4 | 6  | 28 | 20 | +8   |
| 7    | Junior T               | 29  | 19 | 8  | 5 | 6  | 24 | 21 | +3   |
| 8    | Once Caldas            | 29  | 19 | 8  | 5 | 6  | 16 | 16 | 0    |
| 9    | Independiente Medellín | 29  | 19 | 8  | 5 | 6  | 22 | 31 | -9   |
| 10   | América de Cali        | 25  | 19 | 6  | 7 | 6  | 22 | 16 | +6   |
| 11   | Águilas Doradas        | 25  | 19 | 7  | 4 | 8  | 20 | 19 | +1   |
| 12   | Atlético Nacional      | 24  | 19 | 6  | 6 | 7  | 21 | 20 | +1   |
| 13   | Fortaleza CEIF P       | 24  | 19 | 6  | 6 | 7  | 18 | 20 | -2   |
| 14   | Jaguares de Córdoba    | 22  | 19 | 5  | 7 | 7  | 17 | 20 | -3   |
| 15   | Deportivo Cali         | 21  | 19 | 5  | 6 | 8  | 24 | 24 | 0    |
| 16   | Deportivo Pasto        | 19  | 19 | 5  | 4 | 10 | 15 | 21 | -6   |
| 17   | Boyacá Chicó           | 18  | 19 | 5  | 3 | 11 | 22 | 35 | -13  |
| 18   | Envigado FC            | 16  | 19 | 3  | 7 | 9  | 15 | 25 | -10  |
| 19   | Alianza FC             | 16  | 19 | 4  | 4 | 11 | 15 | 29 | -14  |
| 20   | Patriotas P            | 15  | 19 | 4  | 3 | 12 | 8  | 25 | -17  |

|  | Qualification pour le tournoi de qualification |
|  | T : Tenant du titre P : Promu de D2            |

### Deuxième phase
Les huit premiers sont répartis dans deux groupes de quatre équipes. Les deux vainqueurs de ces mini-championnats se retrouvent en finale.
En cas d'égalité de points, les têtes de série (1ère et 2ème place de la phase régulière) ont l'avantage. Les autres équipes sont départagées par la différence de buts.

#### Classement
| Rang | Équipe               | Pts | J | G | N | P | Bp | Bc | Diff |
| ---- | -------------------- | --- | - | - | - | - | -- | -- | ---- |
| 1    | Atlético Bucaramanga | 8   | 6 | 2 | 2 | 2 | 4  | 3  | +1   |
| 2    | Millonarios          | 8   | 6 | 2 | 2 | 2 | 6  | 5  | +1   |
| 3    | Deportivo Pereira    | 8   | 6 | 2 | 2 | 2 | 7  | 8  | -1   |
| 4    | Junior T             | 8   | 6 | 2 | 2 | 2 | 5  | 6  | -1   |

|  | Qualification pour la finale |

#### Groupe B
| Rang | Équipe          | Pts | J | G | N | P | Bp | Bc | Diff |
| ---- | --------------- | --- | - | - | - | - | -- | -- | ---- |
| 1    | Santa Fe        | 16  | 6 | 5 | 1 | 0 | 8  | 1  | +7   |
| 2    | Deportes Tolima | 10  | 6 | 3 | 1 | 2 | 9  | 6  | +3   |
| 3    | Once Caldas     | 8   | 6 | 2 | 2 | 2 | 5  | 4  | +1   |
| 4    | La Equidad      | 0   | 6 | 0 | 0 | 6 | 3  | 14 | -11  |

|  | Qualification pour la finale |

### Finale
Les matches se déroulent le 8 et 15 juin 2024.
| Équipe 1             | Résultat               | Équipe 2 | Aller | Retour |
| -------------------- | ---------------------- | -------- | ----- | ------ |
| Atlético Bucaramanga | 3 - 3 (t. a. b. 6 - 5) | Santa Fe | 1-0   | 2-3    |

## Bilan de la saison
| Championnat de Colombie de football 2024 |                                                     |
| Champion                                 | Atlético Bucaramanga (1er titre)                    |
| Qualifications continentales             |                                                     |
| Copa Libertadores 2025                   | Atlético Bucaramanga (Champion tournoi d'ouverture) |
| Copa Sudamericana 2025                   |                                                     |
| Promotions et relégations                |                                                     |
| Promus en Primera A                      | aucun                                               |
| Relégués en Primera B                    | aucun                                               |